# Nadolbrzym
Nadolbrzym – rodzaj gwiazdy o skrajnie wielkiej masie i rozmiarach: od około 10 do 50 mas Słońca i promieniu dochodzącym nawet do ponad 1500 promieni Słońca. Ich czas życia jest krótki, od 10 do 50 milionów lat, mogą więc być obserwowane w młodych strukturach, takich jak gromady otwarte, ramiona galaktyk spiralnych czy galaktyki nieregularne. Nie obserwujemy ich w jądrach spiralnych galaktyk ani w galaktykach eliptycznych.
Nadolbrzymami są gwiazdy położone w górnej części diagramu Hertzsprunga-Russella. W zależności od stadium ewolucyjnego mogą one mieć różny typ widmowy począwszy od typu O lub B jak błękitna Rigel do czerwonego typu M jak Betelgeza, będąca najbliższym Ziemi kandydatem na supernową. Powszechnie uważa się, że gwiazdy, zanim się zapadną w wybuchu supernowej do gwiazdy neutronowej lub czarnej dziury, przechodzą przez stadium czerwonego nadolbrzyma. Jednakże progenitor, czyli protoplasta supernowej SN 1987A, był błękitnym nadolbrzymem (ścieżka 5 diagramu ewolucji gwiazd).
Uważa się, że w młodym Wszechświecie była duża liczba nadolbrzymów, tworzących III populację gwiazd.